# Lago Moosehead
Il lago Moosehead è uno specchio d'acqua situato nel Maine centro-occidentale (USA). Il Moosehead è il maggiore dei numerosi laghi dello stato, ricoprendo una superficie di 310 km². Situato a 312 m di quota, è costellato da numerose isole, la maggiore delle quali è quella di Sugar. Il lago è la sorgente del fiume Kennebec. Le sponde irregolari del Moosehead ospitano numerose insenature riparate adatte alla pesca e ad altre attività ricreative; Greenville, alla sua estremità meridionale, è una località di villeggiatura estiva, un centro di attività all'aria aperta e una stazione di idrovolanti. Si dice che il lago, se visto dal monte Kineo, sulla sua sponda centro-orientale, ricordi la testa di un alce accovacciato.